# 棕櫚河-克萊爾梅爾 (佛羅里達州)
棕櫚河-克萊爾梅爾（英語：Palm River-Clair Mel）是位於美國佛羅里達州希爾斯波羅縣的一個人口普查指定地區。

## 地理
棕櫚河-克萊爾梅爾的座標為28°55′41″N 82°22′44″W / 28.92806°N 82.37889°W，而該地最高點為海拔高度5米（即18英尺）。

## 人口
根據2010年美國人口普查的數據，棕櫚河-克萊爾梅爾的面積為30.40平方千米，當中陸地面積為29.90平方千米，而水域面積為0.50平方千米。當地共有人口21024人，而人口密度為每平方千米691人。